# Nouvel An chinois
Le Nouvel An chinois, Nouvel An du calendrier chinois ou Nouvel An luni-solaire (chinois simplifié : 农历新年 ; chinois traditionnel : 農曆新年 ; pinyin : nónglì xīnnián) ou « passage de l’année » (过年 / 過年, guònián) est le premier jour du premier mois du calendrier chinois. La fête du printemps (春节 / 春節, chūnjié) marque le début des festivités qui se déroulent sur quinze jours et qui s’achèvent avec la fête des lanternes (元宵节 / 元宵節, yuánxiāojié).
Le calendrier chinois étant un calendrier luni-solaire, la date du Nouvel An chinois dans le calendrier grégorien varie d'une année sur l'autre, mais tombe toujours entre le 21 janvier et le 19 février, lors de la deuxième nouvelle lune depuis le solstice d'hiver quand le soleil se trouve dans le signe du Verseau. C’est, comme tous les commencements de mois lunaires chinois, le premier jour d'une nouvelle lune. Par convention, l'alignement astronomique qui signale la nouvelle lune est déterminé à l’observatoire de la Montagne Pourpre à Nankin.

## Pratiques et appellations
Le Nouvel An est célébré officiellement en Chine continentale (sept jours de congés mais célébré entre 2 semaines et 1 mois) et à Taïwan (au moins cinq jours), à Hong Kong et Macao (trois jours), ainsi que dans certains pays asiatiques où l’influence de la culture chinoise est importante, ou ceux dont la population comprend une forte minorité de Chinois ethniques : Singapour et Malaisie (deux jours), Philippines (trois jours), Brunei et Indonésie (un jour), Thaïlande, Corée (Seollal, trois jours), Japon (Oshōgatsu, quatre jours, autrefois basé sur le calendrier chinois, mais depuis 1873, le Japon fonctionne sur le système du calendrier grégorien et le 1er janvier est devenu le jour officiel du Nouvel An au Japon, bien que toujours lié culturellement au Nouvel An lunaire) et Viêt Nam (Têt, trois jours, avec un jour de décalage avec la Chine tous les 22 ou 23 ans pour compenser le décalage horaire entre Pékin et Hanoï), 
Les congés du Nouvel An, qui peuvent être prolongés par un week-end ou un pont, sont une période de migration intense, appelée Chunyun ("transports de printemps"), car nombreux sont ceux qui s’efforcent de rejoindre leur famille, depuis l’étranger parfois : embouteillages sur les routes et encombrements dans les gares et les aéroports sont la règle.
Il est observé individuellement partout dans le monde par les membres de la diaspora chinoise, et également par les Japonais (vieux premier mois 旧正月 (kyūshōgatsu)), les Coréens, les Hmongs, les Mongols, les Tibétains, les Népalais et les Bhoutanais. Toutefois, le Nouvel An tibétain, le Losar, tombe souvent un jour ou un mois plus tard que le Nouvel An chinois. Il est calculé, à peu de chose près, de la même manière que le Tsagaan Sar, le Nouvel An mongol.
À Singapour, Stephanie Nolte montre comment entre 1965 et 1985, le gouvernement a donné une plus grande force à la fête de Noël, en « l'industrialisant », et en limitant les festivités de la fête traditionnelle, de façon à distancier les pratiques culturelles de celles de la République Populaire de Chine.

## Célébrations traditionnelles

### Généralités

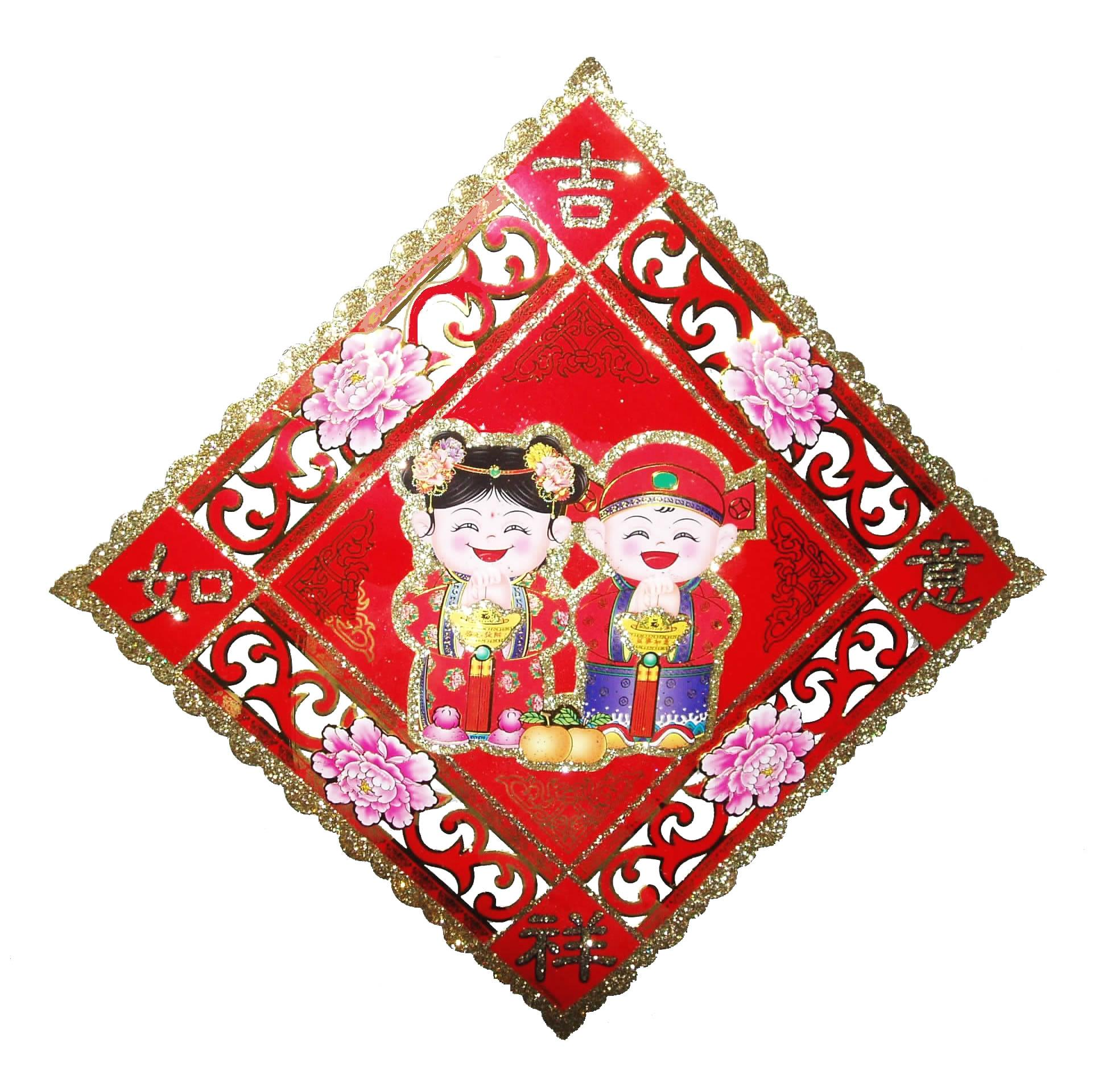
Décoration traditionnelle.

Les célébrations, coutumes et tabous de la fête de printemps varient dans les détails selon les régions ou les époques. La pratique générale veut qu'on s'efforce de repartir sur un nouveau pied après s'être débarrassé des mauvaises influences de l’an passé, accompagné de signes de bon augure. On a recours à des objets ou aliments présentant une homophonie avec un mot de sens auspicieux.
Le « passage de l’année » (过年 / 過年, guònián) s’effectue dans la nuit du dernier jour du douzième mois. Le mot signifiant année est considéré comme étant à l’origine le nom d'un monstre, Nian, qui venait autrefois rôder autour des villages une nuit par an, obligeant les habitants à se calfeutrer et à veiller jusqu’à son départ au petit matin. Les célébrations principales comportent un réveillon (年夜饭 / 年夜飯, niányèfàn) comprenant des plats aux noms auspicieux, suivi d’une nuit de veille (守岁 / 守歲) gage de longévité, que certains occupent à jouer au mah-jong, la distribution d’étrennes (压岁钱 / 壓歲錢, yāsuìqián) contenues dans des enveloppes rouges (hóngbāo), l’allumage de pétards à mèches pour chasser les mauvaises influences.

### Préparatifs

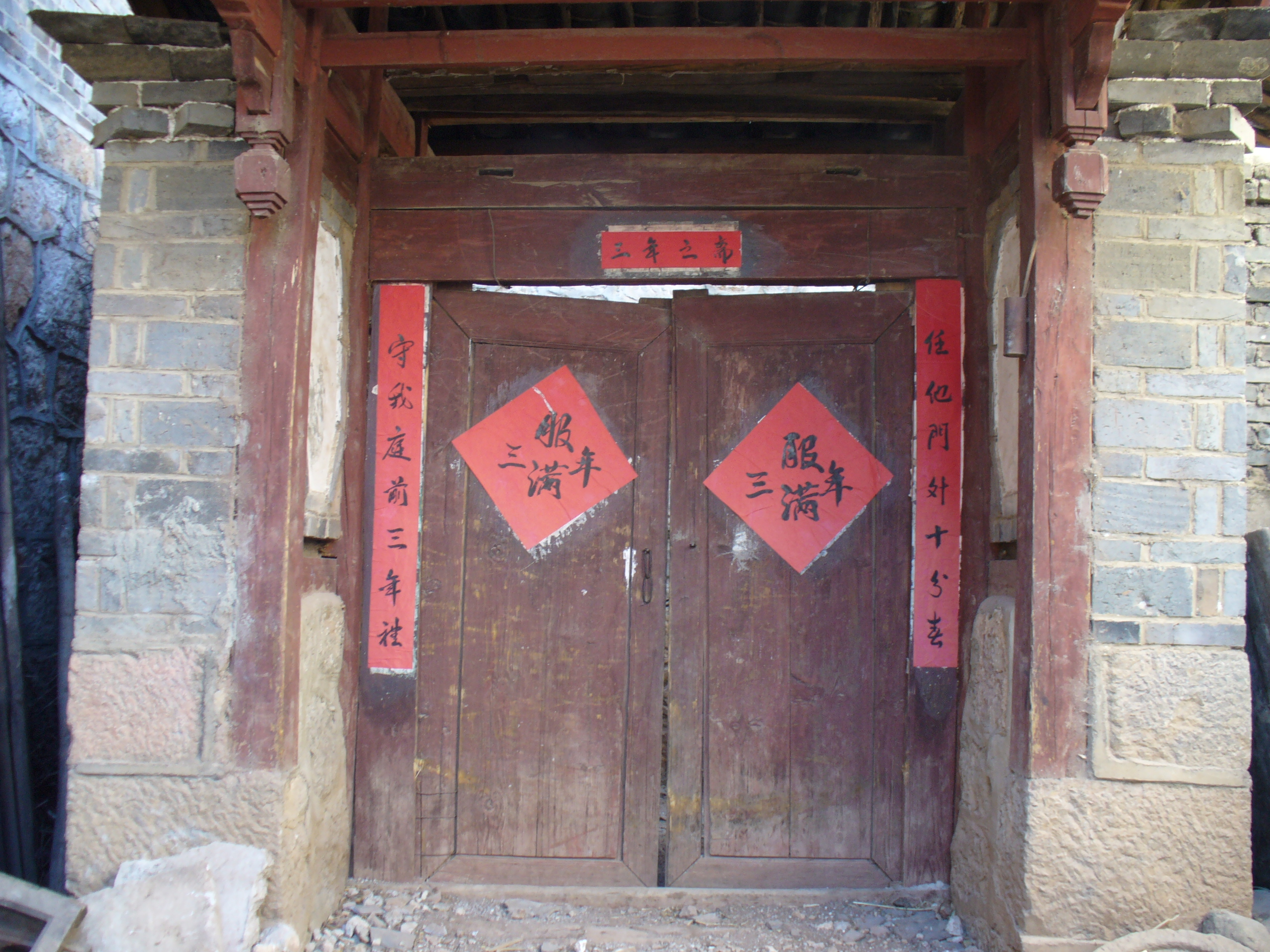
Porte à Lijiang avec des inscriptions parallèles.

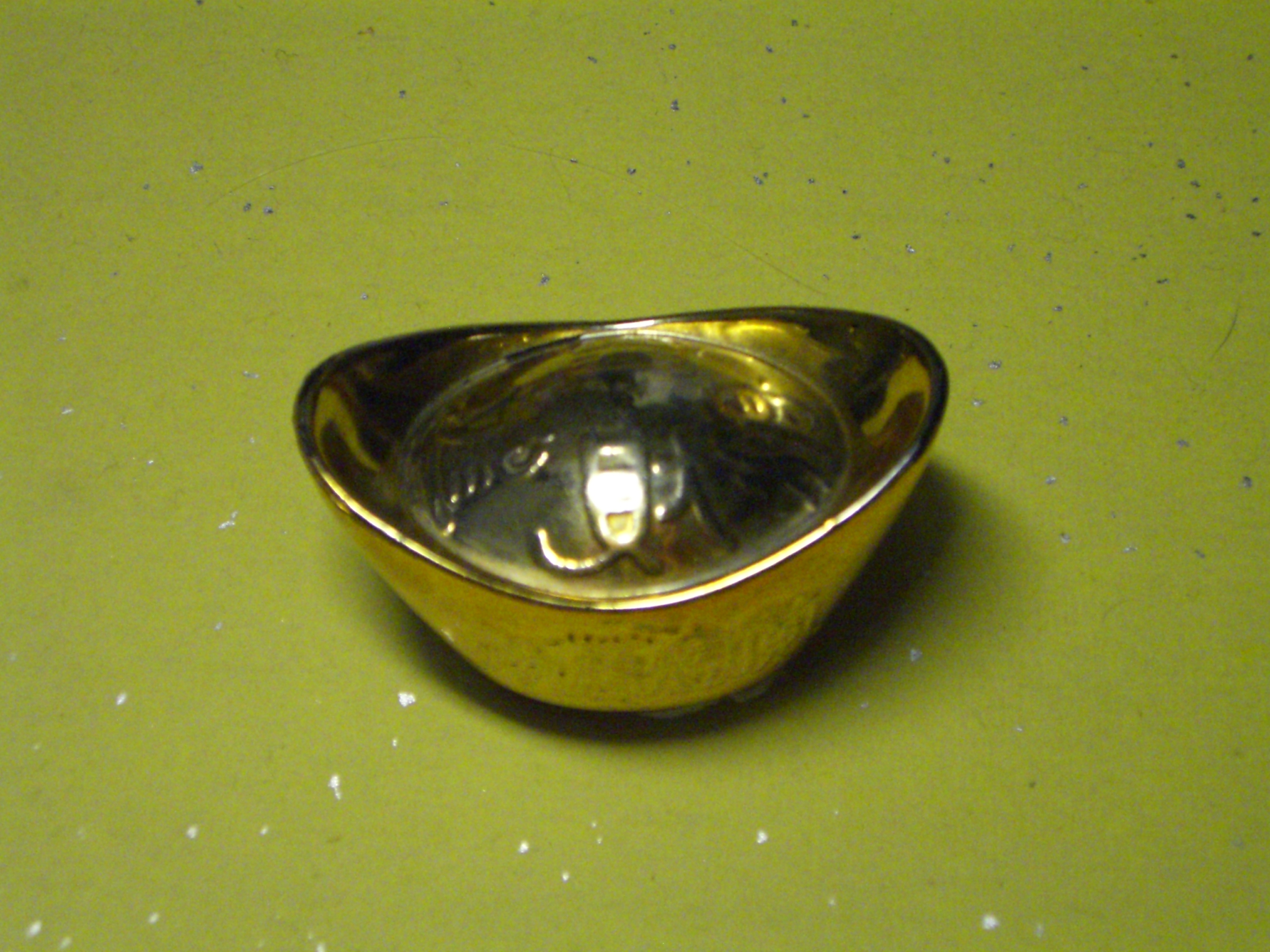
Objet décoratif imitant un lingot d’or yuanbao.

La semaine précédant le Nouvel An, traditionnellement le 23 ou le 24 du 12e mois, a lieu le « petit Nouvel An » (过小年 / 過小年, guòxiǎonián), une cérémonie d'adieu au Dieu du Foyer (灶王爷 / 灶王爺, Zàowángyé) dont l’effigie est collée dans la cuisine. D'après les croyances, il doit faire un long voyage pour rapporter, comme chaque année, les bonnes et mauvaises actions de la famille à l'Empereur de jade. Pour obtenir sa clémence, on dépose des aliments (plutôt collants, comme des bonbons) devant son image en espérant l'empêcher de dire du mal ; certains collent directement une sucrerie sur la bouche de son portrait. Celui-ci est brûlé, et le Génie s’envole avec la fumée. Un nouveau portrait sera affiché quelques jours plus tard, signalant son retour.
Le grand nettoyage de la maison est fait. Le dernier jour, on affiche un peu partout des souhaits écrits sur papier rouge, symbole de chance. Il s’agit de caractères auspicieux comme fú (福) bonheur, ou chūn (春) printemps, souvent collés à l’envers car renverser (倒, dào) est homophone d'arriver ( 到 dào). Un fu renversé signifie donc : « Le bonheur est arrivé. ». Traditionnellement, de chaque côté des montants de la porte d’entrée, on colle une bande de papier rouge sur laquelle est écrit un vers ; les deux vers se répondent et constituent une inscription parallèle (对联 / 對聯, duìlián) ; elles étaient autrefois toujours écrites à la main, de préférence par des personnes aux dons littéraires et calligraphiques. Bien sûr, les décorations et inscriptions de l’an passé ont été tout d’abord retirées.
Des provisions sont faites, préparation importante autrefois, car tous les commerces fermaient pendant les congés. Elles comprennent beaucoup de choses à grignoter en famille : graines de pastèque, fruits secs, bonbons, etc. Faire les courses en vue du Nouvel An se dit bàn niánhuò (办年货 / 辦年貨). On faisait aussi l’achat de vêtements neufs, particulièrement pour les enfants. C'était auparavant une occasion bienvenue de renouveler sa garde-robe, mais avec le développement de l’industrie du prêt-à-porter, cette coutume a un peu perdu de sa valeur.

### Réveillon

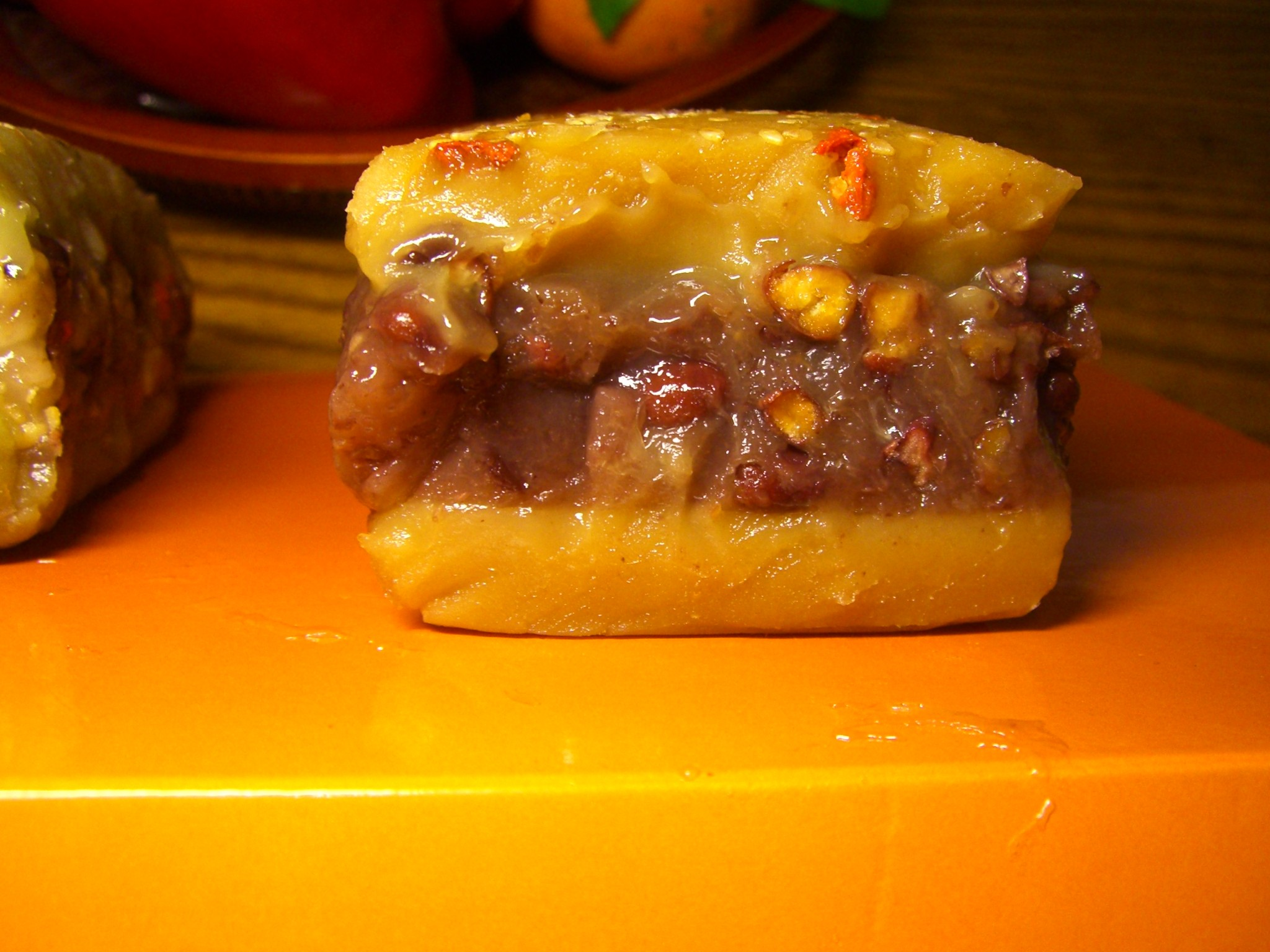
Nian gao 年糕, pâtisserie traditionnelle du Nouvel An au Sud de la Chine : pâte de haricot azuki entre deux couches de pâte de riz gluant parfumé au longane.

Le repas du Nouvel An a souvent lieu au domicile des aînés de la famille. Dans les régions au mode de vie traditionnel, du fait de la coutume patriarcale, il s'agit de la famille paternelle.
À l'heure du réveillon, le dîner ne peut commencer que lorsque toute la famille est présente (des places vides sont réservées aux membres ne pouvant pas assister au repas). Il est généralement copieux et comporte souvent des plats symboliques pour assurer la santé, les études, etc. Ainsi le poisson (魚 yú), homophone de surplus (馀 yú), doit être présent à chaque repas de Nouvel An pour garantir qu’il y aura du surplus tous les ans (年年有馀 / 年年有餘, niánnián yǒuyú) et qu’on ne manquera jamais de rien ; certains prennent même soin de ne pas le finir, afin de rendre plus complètement son sens symbolique. Dans le nord de la Chine, on sert en principe un plat de raviolis （饺子 / 餃子, jiǎozi) car leur forme évoque celle des yuánbǎo (元宝 / 元寶), lingots anciens. A Canton et Shanghaï, le canard aux huit trésors est servi. Le dessert traditionnel est le niángāo (年糕), « gâteau de l'An » ; gāo, gâteau, est homophone de haut, et en manger constitue un gage de croissance dans tous les domaines souhaités.
Des enveloppes rouges (étrennes) contenant de l’argent sont offertes. Traditionnellement, elles étaient distribuées par les aînés aux enfants et aux jeunes non mariés, et avaient surtout la valeur symbolique de porter chance durant toute la nouvelle année. Lors des distributions solennelles par les aînés, la personne qui va recevoir l’enveloppe leur adresse un vœu ou « parole auspicieuse » (chinois : 吉祥話 ; pinyin : jíxiáng huà) ; le plus courant est « félicitations, et faites fortune » (恭喜发财 / 恭喜發財, gōngxǐ fācái). Beaucoup d’enveloppes rouges contiennent une somme modeste, en nombre pair de billets, mais il arrive que ce soit le moyen par lequel une personne professionnellement active remet à ses parents âgés ou à ses enfants toute une année d’argent de poche. Toutefois, dans une distribution massive d’enveloppes rouges (par exemple dans les temples, les institutions publiques, etc.), elles contiennent souvent une pièce de monnaie ronde avec la valeur « 1 »c(par ex. 1 €), pour symboliser « la répétition à recommencer par le début » (chinois : 一元復始 ; pinyin : yī yuán fù shǐ). Lors des visites à la famille et aux amis, dans les jours qui suivent, il est de coutume d’offrir une enveloppe aux enfants des visiteurs ou des visités ; beaucoup ont donc soin de s’approvisionner en petites coupures neuves avant la période de la fête.

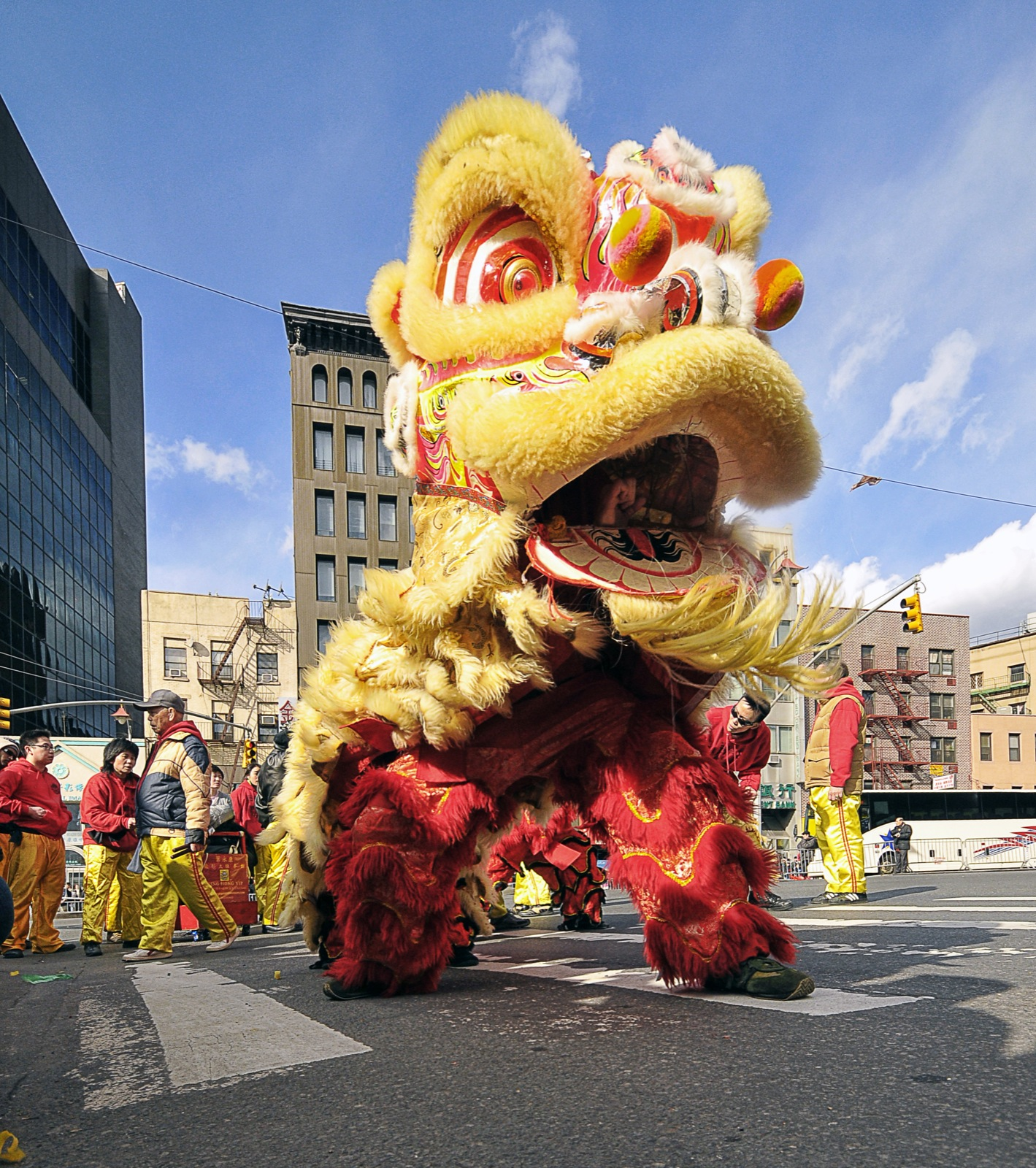
Danse du lion à New York en 2008.

Les enfants étaient autorisés ce soir-là à faire éclater des pétards ou à faire brûler des feux de bengale, en attendant la chaîne de pétards que chaque foyer se devait d’allumer à l’arrivée du premier jour de l’année (minuit au XXIe siècle, mais autrefois on changeait de jour à 11 h du soir). Néanmoins, à cause des accidents de plus en plus fréquents dus à la concentration urbaine, beaucoup de pays ont interdit les pétards privés. Des modèles électriques lumineux et sonorisés sont proposés sous le nom de « pétards électriques » (电鞭炮 / 電鞭炮, diànbiānpào), avec un succès variable.
Une coutume ancienne veut qu’on aille se coucher le plus tard possible ce soir-là, car ce serait un gage de longévité ; cela s’appelle « monter la garde de l’année » (守岁 / 守歲, shǒusuì). Une télévision aide largement à remplir cet objectif, mais un jeu (mahjong par exemple) est aussi souvent choisi, d’autant que, pour certains, il est bon de tenter sa chance pendant la nuit du Nouvel An. Dans certaines régions, les jeux d’argent, habituellement interdits, étaient exceptionnellement autorisés pendant la fête de printemps.

### Premier jour de l’année

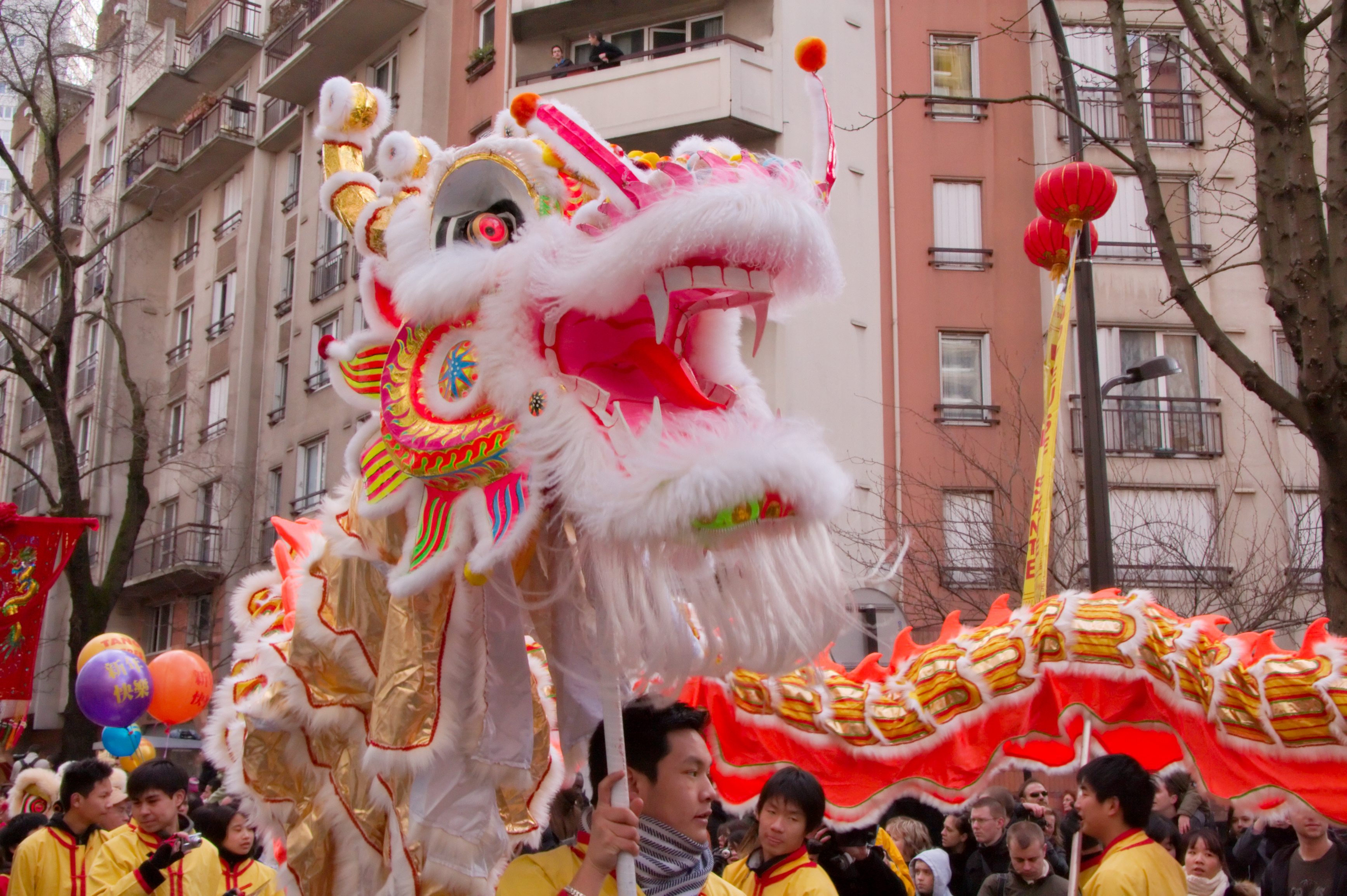
Tête de lion et queue du dragon.

Si les règlements locaux le permettent, une chaîne de pétards est allumée dès onze heures ou minuit. Le matin, après un court repos, beaucoup se rendent au temple local, puis sur les tombes ancestrales s’ils habitent à proximité. On considère que plus la visite au temple est précoce, plus on aura de chance dans l’année. Il arrive donc que les fidèles se massent devant les grands temples avant l’ouverture des portes pour être le premier à planter sa baguette d’encens dans le brûle-parfum. Dans certaines villes, un temple ouvre à minuit, première heure du premier jour. Certains prennent ce jour au moins un repas végétarien. Les familles qui en avaient les moyens commandaient une danse de lion ou de dragon (qui représente Noblesse, Bravoure et Chance). Dans certaines cités hors de Chine comme Paris, la diaspora chinoise organise une parade ; la tradition a débuté à San Francisco dans la seconde moitié du XIXe siècle.

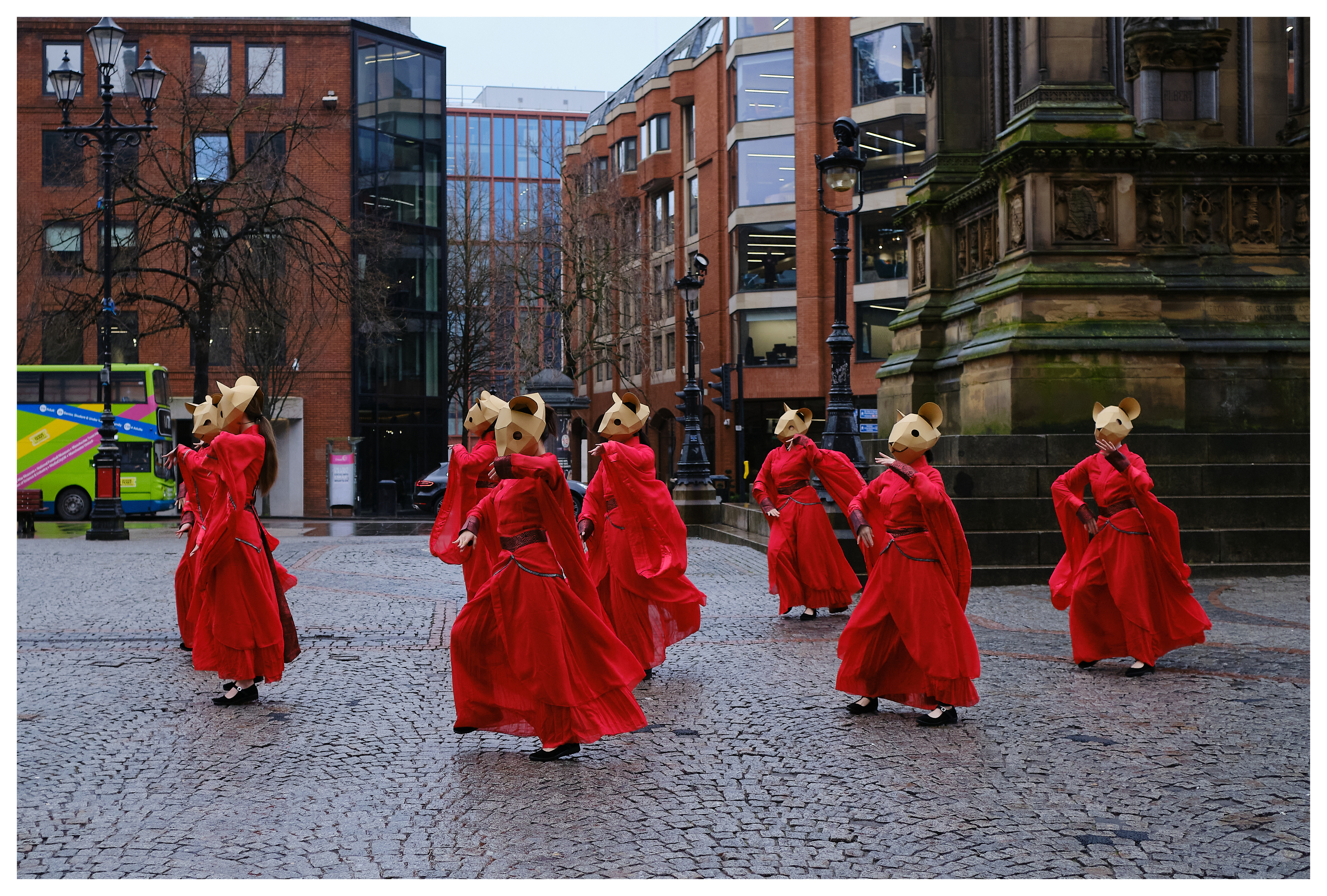
Nouvel an chinois à Manchester, Royaume-Uni.

La première journée était théoriquement consacrée aux visites, en commençant par les personnes les plus importantes (parents aînés, supérieurs hiérarchiques) ; cette activité s'appelle « saluer l’année » (拜年, bàinián) ; de nos jours le téléphone est largement utilisé. Les familles en deuil sont traditionnellement exemptées de visites pendant une durée variable.
Le jour du Nouvel An, on doit théoriquement porter des vêtements neufs, et beaucoup aiment que du rouge, couleur auspicieuse, y apparaisse. On ne fait pas de ménage, et si l'on doit absolument balayer des détritus tombés à terre, il ne faut pas les déposer à l'extérieur du domicile car cela symboliserait une perte. Certains estiment qu'il est mauvais de faire une grande toilette ce jour-là.

### Jours suivants
Le deuxième jour est traditionnellement celui où les femmes mariées rendent visite à leur famille avec enfants et mari.
Dans certaines régions, les visites étaient déconseillées durant le troisième jour car elles étaient censées facilement donner lieu à des altercations (赤口, chìkǒu, « bouche rouge »).
Le cinquième jour est en général celui où les commerces rouvrent. À Hong Kong, c’est l’anniversaire du Dieu de la richesse. Des pétards sont allumés, et parfois des danses de lions commandées.
Le septième jour était pour certains celui où tout le monde changeait d’âge, les dates de naissances exactes étant autrefois tenues secrètes. D'autres, néanmoins, estiment que l’âge change le premier jour de la nouvelle année.
Le huitième ou neuvième jour — selon les régions — est l’anniversaire du dieu du Ciel (天公, Tiāngōng) assimilé à l’Empereur de jade. Une cérémonie se déroule chez soi ou au temple tard le soir, au début de la nouvelle journée.

Le quinze du premier mois est la dernière journée de la fête du printemps, marquée par la fête des lanternes.

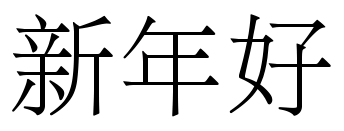
Xīnnián hǎo, littéralement « Bon Nouvel An », une des nombreuses façons de souhaiter la bonne année en mandarin.

### Vœux de Nouvel An
Le vœu traditionnel, particulièrement dans le nord de la Chine, est « Bon passage de l’année » (过年好 / 過年好, guònián hǎo). Il est souvent remplacé par « Bonne année », utilisable également le premier janvier, début officiel de l'année (新年快乐 / 新年快樂, xīnnián kuàilè, cantonais Jyutping : san¹ nin⁴ faai³ lok⁶, pe̍h-ōe-jī : Sin-nî khòai-lo̍k). Le « Félicitations, et faites fortune » mentionné plus haut peut être aussi utilisé, mais tend à être plus particulièrement lié aux distributions d’enveloppes rouges.

## Année chinoise et date du Nouvel An

### Généralités
Une année classique compte douze mois lunaires et dure 354 ou 355 jours, soit environ onze jours de moins qu'une année solaire. Pour que le calendrier reste luni-solaire, il faut compenser cette différence en adjoignant un treizième mois lunaire à certaines années dites embolismiques (comme, 2006, par exemple où le septième mois lunaire est doublé). L'adjonction du mois supplémentaire se fait selon la règle des jalons médians : la course de la Terre autour du Soleil est divisée en douze et les délimitations, dont les dates astronomiques sont fixées, sont appelées jalons médians. Le mois lunaire qui ne comporte pas de jalon médian devient un mois intercalaire, sauf s'il se trouve à moins de vingt mois d'un précédent mois supplémentaire. Le mois supplémentaire est le double du mois précédent et porte le même numéro d'ordre, précédé du caractère rùn (闰 / 閏). Astrologiquement, il a les mêmes caractéristiques que son double. Certains astrologues, néanmoins, rattachent la première moitié au mois précédent et la seconde au mois suivant. Le solstice d'hiver tombe toujours durant le mois lunaire numéroté 11 (NB: si jamais un mois intercalaire a été ajouté avant lui, il garde son numéro 11 même s'il devient techniquement le 12e mois de l'année lunaire, puisque l'éventuel mois intercalaire ne modifie pas la numérotation). Le Nouvel An est donc, presque toujours, la deuxième nouvelle lune après le solstice d’hiver mais ce n'est pas une règle absolue.
Le calendrier chinois actuel est à peu de chose près celui qui fut instauré en -104 par l’empereur Wudi de la dynastie Han. D’autres calendriers existèrent auparavant, faisant débuter l’année à des dates différentes.
Chaque année chinoise est associée à un des douze signes du zodiaque chinois, associés aux douze rameaux terrestres du cycle sexagésimal, qui se succèdent dans un ordre cyclique : rat, bœuf (ou buffle), tigre, lapin (ou lièvre, mais chat pour les Vietnamiens), dragon, serpent, cheval, chèvre, singe, coq, chien, cochon. Chaque année est également associée à un des cinq éléments : métal, eau, bois, feu, terre.

### Date du Nouvel An chinois
| Année | Date       | Signe de l’année (branche terrestre) | Élément    |
| ----- | ---------- | ------------------------------------ | ---------- |
| 2000  | 5 février  | dragon (龍)                          | Métal (金) |
| 2001  | 24 janvier | serpent (蛇)                         | Métal (金) |
| 2002  | 12 février | cheval (馬)                          | Eau (水)   |
| 2003  | 1 février  | mouton/chèvre (羊)                   | Eau (水)   |
| 2004  | 22 janvier | singe (猴)                           | Bois (木)  |
| 2005  | 9 février  | coq (雞)                             | Bois (木)  |
| 2006  | 29 janvier | chien (狗)                           | Feu (火)   |
| 2007  | 18 février | cochon (猪)                          | Feu (火)   |
| 2008  | 7 février  | rat (鼠)                             | Terre (土) |
| 2009  | 26 janvier | bœuf/buffle (牛)                     | Terre (土) |
| 2010  | 14 février | tigre (虎)                           | Métal (金) |
| 2011  | 3 février  | lapin/lièvre (兔)                    | Métal (金) |
| 2012  | 23 janvier | dragon (龍)                          | Eau (水)   |
| 2013  | 10 février | serpent (蛇)                         | Eau (水)   |
| 2014  | 31 janvier | cheval (馬)                          | Bois (木)  |
| 2015  | 19 février | mouton/chèvre (羊)                   | Bois (木)  |
| 2016  | 8 février  | singe (猴)                           | Feu (火)   |
| 2017  | 28 janvier | coq (雞)                             | Feu (火)   |
| 2018  | 16 février | chien (狗)                           | Terre (土) |
| 2019  | 5 février  | cochon (猪)                          | Terre (土) |
| 2020  | 25 janvier | rat (鼠)                             | Métal (金) |
| 2021  | 12 février | bœuf/buffle (牛)                     | Métal (金) |
| 2022  | 1 février  | tigre (虎)                           | Eau (水)   |
| 2023  | 22 janvier | lapin/lièvre (兔)                    | Eau (水)   |
| 2024  | 10 février | dragon (龍)                          | Bois (木)  |
| 2025  | 29 janvier | serpent (蛇)                         | Bois (木)  |
| 2026  | 17 février | cheval (馬)                          | Feu (火)   |
| 2027  | 6 février  | mouton/chèvre (羊)                   | Feu (火)   |
| 2028  | 26 janvier | singe (猴)                           | Terre (土) |
| 2029  | 13 février | coq (雞)                             | Terre (土) |
| 2030  | 3 février  | chien (狗)                           | Métal (金) |
| 2031  | 23 janvier | cochon (猪)                          | Métal (金) |

## Protection
Le festival du printemps, pratiques sociales du peuple chinois pour célébrer le Nouvel An traditionnel est inscrit sur la liste représentative du patrimoine culturel immatériel de l'humanité par l'UNESCO en 2024.

## La fête du Nouvel An chinois à Paris
La fête du Nouvel An chinois à Paris (ou fête du printemps) est une pratique célébrée depuis 1984 et inscrite à l'inventaire du patrimoine culturel immatériel en France.
Chaque année, plusieurs rassemblements sont organisés à Paris pour fêter le nouvel an chinois. Un grand défilé dans le quartier asiatique du 13e arrondissement s'inscrit comme l'évènement le plus important et le plus « ancien » de France en la matière. Chaque année, environ 200 000 personnes assistent au traditionnel défilé, organisé par de nombreuses associations des communautés asiatiques. Pendant le défilé, les danses du dragon, danses des lions, défilé costumé, danses traditionnelles et danses folkloriques chinoises sont présentés par les grands et les petits.
En plus du défilé, de nombreux évènements sur la culture et la gastronomie chinoise ont aussi eu lieu. Le Food Market et Mr Zhao ont organisé un marché gastronomique qui a rassemblé 25 des meilleurs restaurants chinois pour offrir une cuisine chinoise authentique.
Des spectacles ont lieu dans les mairies pour présenter la richesse de la culture artistique chinoise.
Un défilé a également eu lieu dans le Marais pendant la fête du Nouvel an de l’année 2019. Le défilé, avec les danseurs, a traversé la rue du Temple, rue de Bretagne, rue de Turbigo et rue Beaubourg. La mairie du IIIe arrondissement a organisé d’autres activités tel qu’ateliers d'origami, conférences sur la médecine chinoise, exposition photo « Un visage de la Chine » de Jean-Christophe Grélier, etc.
Les célébrations de 2020 ont été reportées au printemps en raison de la pandémie de covid-19 de 2019-2021.